# رابطه راه دور

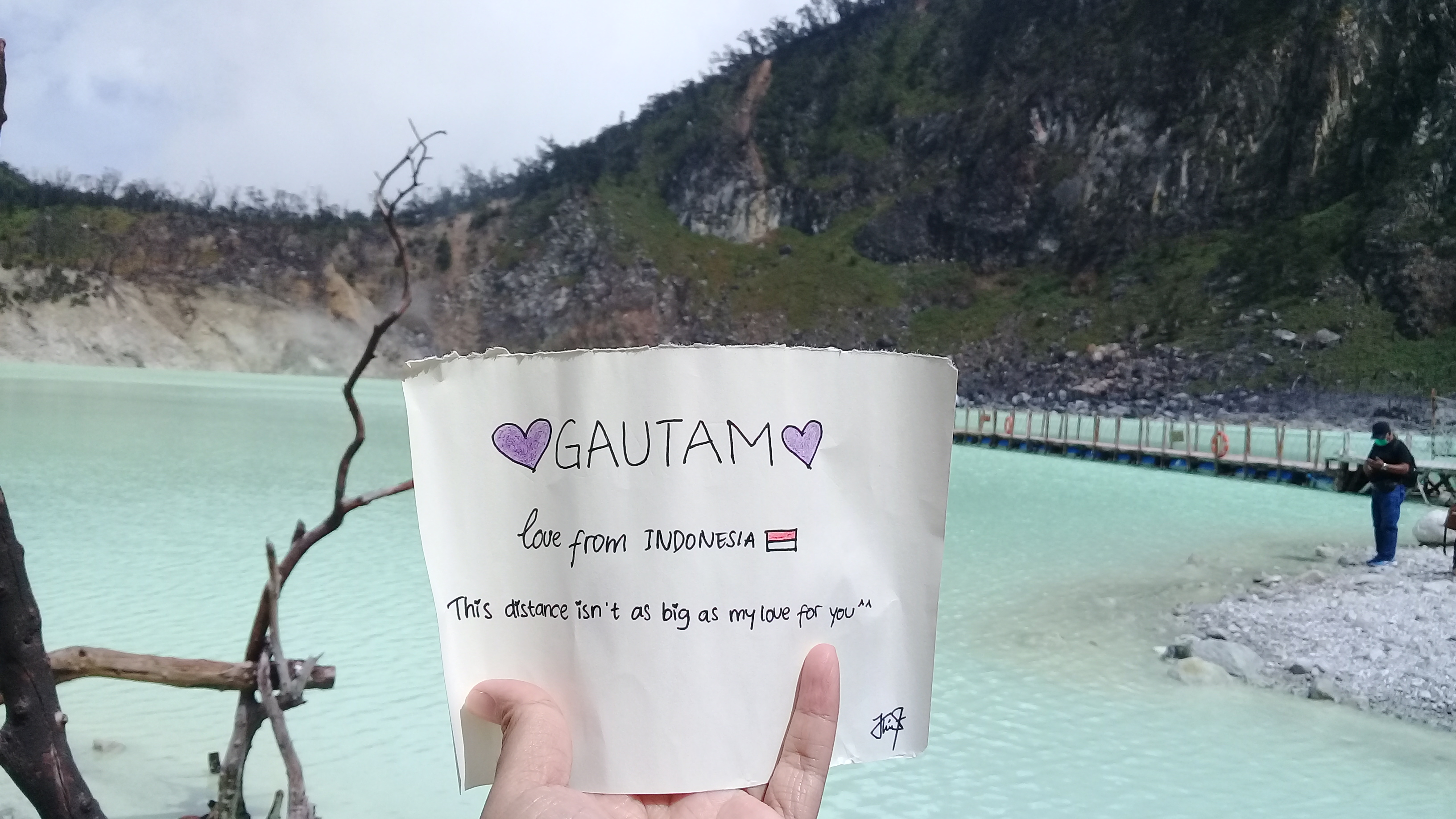
پیام راه دور که روی کاغذ نوشته شده است.(نوشته روی کاغذ: گاوتام
“عشق از اندونزی”
"این فاصله به اندازه عشق من به تو نیست")

یک رابطه راه دور یک ارتباط عاشقانه است که عموماً میان دو شریک عاطفی که مکان حضور فیزیکی‌شان از یک دیگر به میزان قابل توجهی دور است شکل می‌گیرد. دو طرف رابطه در این نوع از ارتباط عاطفی٬ با جدایی جغرافیایی و فقدان ارتباط چهره به چهره فیزیکی روبرو هستند. رابطه راه دور بالاخص میان دانشجویان شکل می‌گیرد٬ که به لحاظ عددی شامل ۲۵٪ الی ۵۰٪ از نتایج تحقیقات آماری آن می‌شود. هرچند که مطالعاتی در زمینه شرایط و چگونگی این نوع از رابطه انجام شده‌است٬ اما این پدیده هنوز به عنوان موضوعی در دست تحقیق به حساب می‌آید.